# Noršinci (Moravske Toplice, Slovenija)
Noršinci (mađarski: Újtölgyes, njemački Urschendorf) je naselje u slovenskoj Općini Moravskim Toplicama. Noršinci se nalazi u pokrajini Prekomurju i statističkoj regiji Pomurju. U Noršincima je bio rođen Janoš Kardoš, slovenski pisac, prevodilac, pjesnik.

## Stanovništvo
Prema popisu stanovništva iz 2002. godine naselje je imalo 244 stanovnika.